# رندی شکمن
رندی شکمن (به انگلیسی: Randy Wayne Schekman) (زاده ۳۰ دسامبر ۱۹۴۸) زیست‌شناس آمریکایی در دانشگاه کالیفرنیا، برکلی است که در سال ۲۰۱۳ به همراه توماس سودهوف و جیمز روثمن موفق به دریافتجایزه نوبل فیزیولوژی و پزشکی شد.